# 黄炎培 (电视剧)
《黃炎培》是根据著名教育家、实业家和政治家、中国民主联盟的创始人之一黄炎培的生平改编的电视剧。由洪宝生和赵镭导演，张铁林主演。2010年5月27日在中国CCTV-8首播。

## 演员表
- 张铁林 饰 黄炎培
- 唐国强 饰 毛泽东
- 刘劲 饰 周恩来
- 马晓伟 饰 蒋介石
- 谷伟 饰 陈毅
- 郑卫莉 饰 王纠思
- 郝洋 饰 姚维钧
- 米学东 饰 杜月笙
- 张卫 饰 庄子云
- 刘一兵 饰 汪庆篱
- 萧岱青 饰 尚逸民
- 孙猛 饰 孙师爷
- 雷镇语 饰 史量才
- 刘欣 饰 邵力子
- 马睿 饰 林素玉
- 李育生 饰 陆鹤梅
- 刘景范 饰 左舜生
- 王世文 饰 王世杰
- 盖美 饰 冷遹
- 彭国斌 饰 黄竞武
- 万宾 饰 丁大力
- 徐广明 饰 吴中酉
- 李智 饰 杨承启
- 于洋 饰 张治中
- 程诚 饰 黄炎培之子
- 白红标 饰 顾俊凡
- 侯桐江 饰 杨斯盛
- 隋存毅 饰 赖晓东
- 郑锡龙 饰 余阿顺
- 付晓博 饰 余国全
- 王建军 饰 辜守成
- 亓肖肖 饰 黄炎培之女
- 刘  頔 饰 特务头
- 严凤琦 饰 朱德
- 肖桂林 饰 彭德怀
- 周野芒 饰 孙中山
- 宋维华 饰 王若飞
- 林昕 饰 宋庆龄
- 李欧 饰 范文澜
- 李宝安 饰 冈野进
- 沈天 饰 徐助理
- 祁子轩 饰 李干事
- 赵宝柱 饰 马车夫
- 罗园 饰 兰花
- 梁松 饰 蔡元培
- 安瑞云 饰 张謇
- 白秋林 饰 程德全
- 张东强 饰 张之洞
- 刘军 饰 张学良
- 曲尼次仁 饰 记者
- 龙 饰 布惠廉
- 张金良 饰 褚辅成
- 曹宇宙 饰 章伯钧
- 张洪涛 饰 傅斯年
- 张日辉 饰 胡厥文
- 陈正华 饰 梁漱溟
- 李乔柯 饰 孙起孟
- 王英明 饰 张群
- 安力民 饰 王艮仲
- 万争 饰 潘汉年
- 廖崇儒 饰 邹韬奋
- 杨冲 饰 邹嘉骝
- 赵镭 饰 井野修
- 刘小溪 饰 汪精卫
- 冯柏铭 饰 手岛
- 汤玛斯 饰 爱迪生
- 周庆 饰 侍卫官
- 王维维 饰 监狱头